# 玉鋼

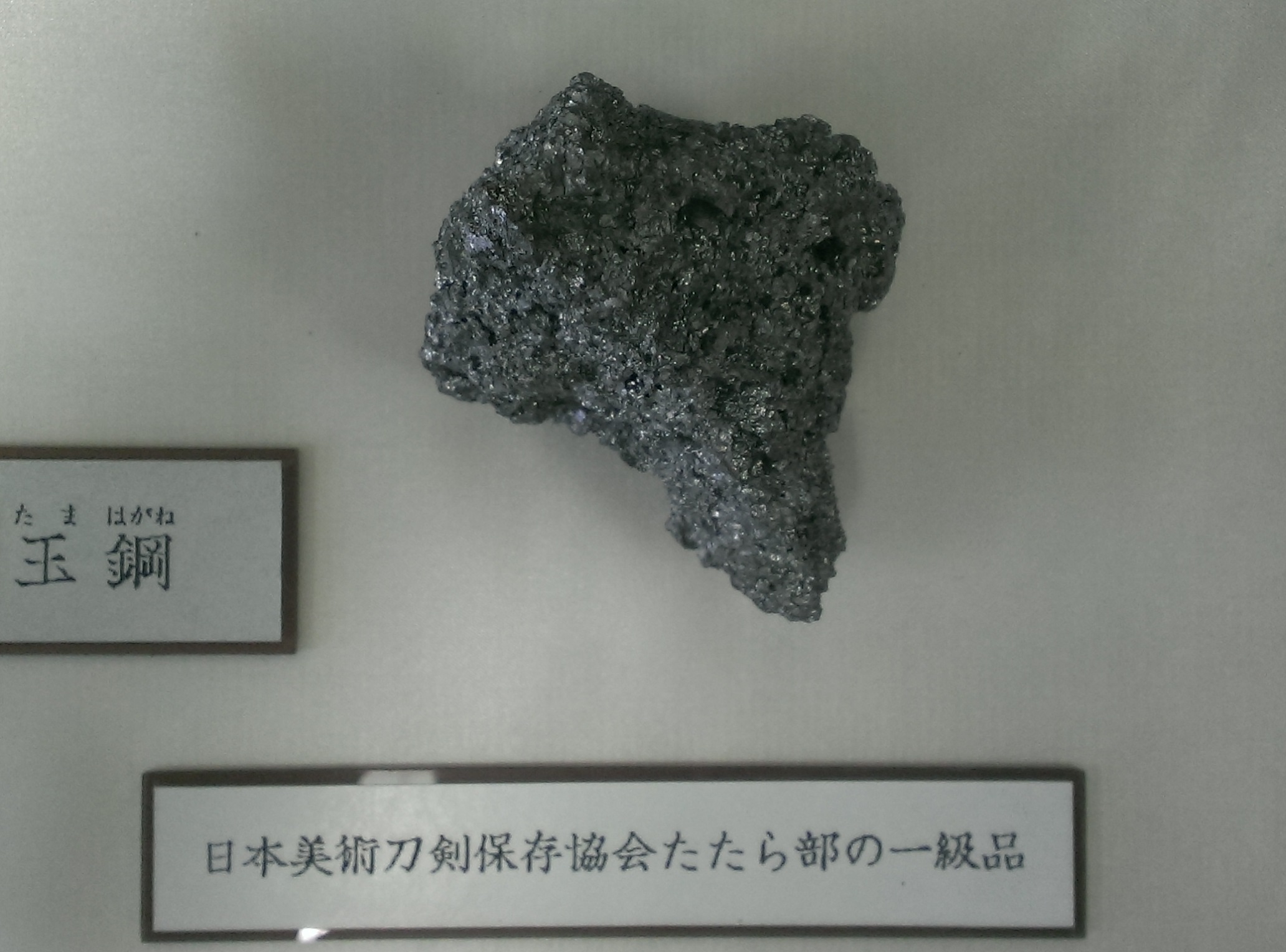
玉鋼1級品（日刀保たたら製）

玉鋼（たまはがね）とは日本の古式製鉄法で作られる鋼の一種。たたら製鉄の一方法である「鉧押し（けらおし）」によって直接製錬された鋼のうち特に炭素含有量の少ない良質のものを、日本刀の製作には欠かせない最上質のものとして、玉鋼としている。時代によって定義や等級分けが異なり、「玉鋼」も明治期以降の呼び方である。

## 前史
たたら製鉄において鉧押し法が発生したのは天文年間（1532 - 1554年）の播磨における「千種鋼（ちぐさはがね）」からとされているが、その直接製鋼法によって生み出された鋼から選別された、不純物の少ない白く輝く極上品のことを「白鋼（しらはがね）」と称しており、これは現代における玉鋼に相当する物だと考えられている。慶長年間（1596 - 1615年）のころには千種鋼やそれに類する鋼が日本刀の製作に盛んに使われ始め、刀身の地鉄（じがね）がそれまでの時代のものと異なるために、慶長以降の刀を「新刀」と呼称するようになった。
千種における製鋼は江戸期に入ってからも続き、日本刀の材料としても引き続き使用された。
その後、江戸後期になると鉧押しは出雲を中心に盛んに行われるようになり、近代初頭にかけて最盛期を迎える。1750年代には、でき上がった不均質な鉄の塊である「鉧（けら）」を「大ドウ」と呼ばれる装置で破砕し、質や大きさによって細かく選別する技術が出現していた。
選別された各種の鉄のうち、鋼は「造鋼（つくりはがね）」と総称され、さらにそれを良質な「頃鋼（ころはがね）」、頃鋼より小振りな「目白（めじろ）」、1.5センチメートル (cm) ほどの小片である「砂味（じゃみ）」、細かく粉砕された「造粉（つくりこ）」などに分類した。いまだ玉鋼の名は見られないものの、宝暦年間（1751 - 1763年）ごろよりの日本刀の地鉄は現代の作とほぼ同じ無地風の特徴を有しており、当時すでに同質の鋼が使用され始めたことを示している。
その後、ようやく「玉鋼」の名称が現れるのは明治時代の中期になってからである。

## 各時代の玉鋼

### 明治中期から大正期
明治期も半ばに入ると、より安価な外国製鋼材の流入によってたたら業者たちは徐々に経営が圧迫され始めていたが、粘性に乏しい輸入鉄がおもに建築材として用いられていた事に目をつけ、粘りのあるたたら鉄を陸海軍に対して売り込むことを模索していた。
一方で、創成期の日本陸海軍においては兵器用鋼材を輸入に頼る現状を打破しようと独自に製鋼を行うことを目標に掲げ、海外に技術者を派遣して製鋼技術の習得に努めた。
そのような中で海軍は明治15年（1882年）、東京築地の海軍兵器局内に建設された製鋼所における坩堝鋼の製造に際し、試験的にたたら製の錬鉄と鋼を使用したが、その約1キログラム (kg) 程度の小塊に砕かれた鋼が「玉鋼」の名称で呼ばれた。その翌年には海軍関係者が島根県のたたら業者を現地視察し、改めてその製品や生産量について調査している。たたら鉄の品質の良さを認識した海軍省は、明治10年代末から20年代にかけて度々たたら製品を入荷し、管轄の各製鋼施設において原材料として使用するようになる。一方でたたら業者たちは陸軍に対しても鉄材を納入しており、赤字経営が続く中、徐々に軍需産業との結び付きを強めていった。ただし、この時期は陸海軍ともに坩堝製鋼や3トン (t) 級の小型酸性平炉による操業が主流であり、いまだ小規模操業の域を出ていなかった。
明治28年（1895年）に日清戦争が終結した後、それによって得た多額の賠償金をもとに大幅な軍備拡張予算が通過すると、海軍は鉄鋼材の大規模な生産に乗り出し始める。明治30年（1897年）、海軍は呉兵器製造所内に12 tの大型酸性平炉を設置するが、たたら鉄の含有不純物、特にリンの少なさに注目し、本格的に兵器用特殊鋼の材料として購入を開始した。その際、選別された炭素量0.8 - 1.8%の鋼の内で最上級の物を「頃鋼」、それよりやや炭素量の低い物を「玉鋼」と名付けた。
当時の冶金学者である俵国一は著書の中で次のような分析結果を示している。
| 品別       | 炭素 | ケイ素 | マンガン | リン  | 硫黄  | 銅 |
| ---------- | ---- | ------ | -------- | ----- | ----- | -- |
| 鋼（最上） | 1.33 | 0.04   | 痕跡     | 0.014 | 0.006 | -  |
| 玉鋼       | 0.89 | 0.04   | 痕跡     | 0.008 | 痕跡  | -  |

| 品別 | 炭素 | ケイ素 | マンガン | リン  | 硫黄  | 銅   |
| ---- | ---- | ------ | -------- | ----- | ----- | ---- |
| 白鋼 | 1.43 | 0.022  | 痕跡     | 0.011 | 痕跡  | 痕跡 |
| 鋼   | 1.10 | 0.019  | 痕跡     | 0.018 | 痕跡  | 痕跡 |
| 頃鋼 | 1.84 | 0.021  | 痕跡     | 0.021 | 0.006 | 痕跡 |
| 玉鋼 | 1.23 | 0.01   | 痕跡     | 0.009 | 痕跡  | 痕跡 |

この当時は必ずしも玉鋼を最上級品と定義したわけではなく、また、各たたら業者間での規格、製品名の統一も完全ではなかった。
なお、「玉鋼」の語源については諸説あり、坩堝製鋼された物が大砲の弾（玉）の製造に使用されたため、という説が存在する一方、人間の拳大に割られた鋼を「玉」と呼称していたことから派生した、という説もある。
海軍ではその後も鋼の増産に努め、日露戦争が始まる明治37年（1904年）ころより生産量を大きく伸ばしたが、それにともないたたら業者との原料鉄の契約量も増加してゆく。ただし、当時の呉海軍工廠に納入された鉄材のうちの多くは輸入鉄であり、対するたたら鉄の割合は全体の2割程度に過ぎなかった。また、そのころには玉鋼の契約量はすでに減少しており、鋼の売買は頃鋼が中心となっていた。
日露戦争終結後の明治40年（1907年）、不況の到来とともにたたら業者の経営は徐々に厳しものへとなってゆく。海軍へのたたら製品の納入は経営難になりながらも続き、第一次世界大戦中には一時的に製造量が急増したが、大戦後の軍縮ムードの中で一転して急激な減少を記録し、さらにワシントン海軍軍縮条約によって決定的打撃を受けた。

### 昭和期（戦前・戦中）
昭和6年（1931年）に満州事変が勃発するなど世間に軍国主義的、民族主義的な色彩が強まる中、軍刀用の鋼材生産のため大正12年（1923年）に一旦操業を終了したたたら製鉄の復活が望まれるようになる。
それを受ける形で昭和8年（1933年）、財団法人日本刀鍛錬会が事業主となり「靖国たたら」として操業が再開された。刀の鍛錬所は靖国神社の境内に置かれ、島根県仁多郡鳥上村大呂に再興されたたたらが鋼材を供給する事に決まった。製造された刀身は昭和刀とも呼ばれる工業刀のひとつで、靖国刀、九段刀とも呼ばれた。
その際、製品の中で最上質の鋼の名称として「玉鋼」が用いられ、さらに上から鶴、松、竹、梅の4段階に等級分けされた。
また、玉鋼よりも下位の生産品として「目白」、「造粉」、品質の一定しない「歩鉧（ぶげら）」、歩鉧が細かく砕けた「鉧細（けらこま）」などの他、大量の銑鉄ができる。それらのうち、一部は鍛冶場での加熱、鍛錬により脱炭されて錬鉄（その形から「包丁鉄」と呼ばれた）に仕上げられた後、刀身の芯鉄などに用いられたが、多くは安来製鋼所に払い下げられて製鋼材料として使用された。
| 品別       | 炭素 | ケイ素 | マンガン | リン  | 硫黄  | 銅   |
| ---------- | ---- | ------ | -------- | ----- | ----- | ---- |
| 玉鋼（鶴） | 1.42 | 痕跡   | 痕跡     | 0.013 | 0.007 | 痕跡 |
| 玉鋼（松） | 1.17 | 0.02   | 0.02     | 0.032 | 0.008 | 0.01 |
| 包丁鉄     | 0.26 | 0.03   | 不検出   | 0.022 | 0.004 | 0.01 |

操業は昭和14年（1939年）のピーク時で年15回、12年間の総計で118回行われたが、1回あたりの玉鋼の生産量は平均430 kgである。その結果、靖国たたらは第二次世界大戦終結までに約50 tの玉鋼を生産し、それによって約8,100振の日本刀が打ち上げられた。軍刀としてより安価で実用性のある素材が求められたため、玉鋼を使わない工業刀も大量に生産された。

### 戦後
大戦終結後、連合国による武装解除によって軍刀の需要が見込めなくなった靖国たたらは操業を停止した。
連合国軍最高司令官総司令部は日本刀を武器とみなしたため、一時はその存在自体が危ぶまれたが、日本側の必死の努力が実を結び、美術刀剣として登録制による所持が認められることとなった。多くの刀工が廃業を余儀なくされる中、数少ない刀工は靖国たたらの在庫などを使って作刀を続けたが、やがてそれらも乏しくなるとたたら製鉄の再開を望む声があがり始める。
昭和52年（1977年）、文化庁の支援と日立金属安来工場の技術協力のもと日本美術刀剣保存協会が事業主となり、島根県仁多郡横田町（現：仁多郡奥出雲町）の靖国たたらの遺構を補修する形で「日刀保たたら」として復活に成功する。靖国たたらと同様、製品のうち最高品質の鋼に「玉鋼」の名称を付けたが、等級の区分は異なっており、1級品から3級品までの3段階に分けている。また、玉鋼よりも下位に「目白」や「ドウ下（どうした）」、「卸鉄用（おろしがねよう）」、「銑（ずく）」といった製品が存在する。
| 品別      | 定義 |
| --------- | --- |
| 玉鋼1級品 | 炭素を1.0 - 1.5%含有し、破面が均質なもの。                                                                                 |
| 玉鋼2級品 | 炭素を0.5 - 1.2%含有し、破面がやや均質なもの。                                                                             |
| 玉鋼3級品 | 炭素を0.2 - 1.0%含有し、破面が粗野なもの。                                                                                 |
| 目白      | 玉鋼1級と同品質だが、大きさが2 cm以下の小粒のもの。                                                                        |
| ドウ下    | 炭素を0.2 - 1.5%含有し、破面が粗野で大きさが2 cm以下の小粒のもの。                                                         |
| 卸鉄用    | 炭素含有量が0.5%以下で、鋼や半還元鉄、鉄滓、木炭などが混在する不均質なもの。「大鍛冶屋用（おおかじやよう）」とも呼ばれる。 |
| 銑        | 炭素を1.7%以上含有し、溶解したもの。銑鉄。                                                                                 |

日刀保たたらは1回の操業で約2 tの鉧を産出するが、その中から玉鋼1級品に当たる部分は約2割程度しか取れない。また、靖国たたらまでの鉧押し法では各種の鋼の他にそれと同程度の銑鉄ができるが、日刀保たたらは銑鉄をあまり産出しない特徴をもつ。
| 品別      | 1997年 | 1998年 | 1999年 | 2000年 | 2001年 |
| --------- | ------ | ------ | ------ | ------ | ------ |
| 玉鋼1級品 | 811    | 497    | 292    | 360    | 355    |
| 玉鋼2級品 | 504    | 570    | 354    | 510    | 399    |
| 玉鋼3級品 | 228    | 601    | 815    | 700    | 771    |
| 目白      | 254    | 136    | 116    | 84     | 51     |
| ドウ下    | 275    | 317    | 308    | 456    | 339    |
| 卸鉄用    | 52     | 179    | 407    | 294    | 337    |
| 銑        | 133    | 49     | 34     | 57     | 58     |
| 総計      | 2,257  | 2,349  | 2,326  | 2,461  | 2,310  |
| 使用砂鉄  | 10,375 | 10,325 | 10,233 | 9,433  | 9,867  |
| 使用木炭  | 10,413 | 10,725 | 10,545 | 10,053 | 10,072 |

| 品別      | 炭素 | ケイ素 | マンガン | リン  | 硫黄   | 銅    |
| --------- | ---- | ------ | -------- | ----- | ------ | ----- |
| 玉鋼1級品 | 1.36 | 0.03   | 0.01     | 0.029 | 0.0026 | <0.01 |
| 玉鋼2級品 | 0.85 | 0.013  | 0.01     | 0.025 | 0.0036 | <0.01 |
| 玉鋼3級品 | 0.31 | 0.02   | 0.004    | 0.021 | 0.007  | 0.01  |

創業から平成11年（1999年）までの23年間の操業回数は計102回であり、年平均で4、5回のペースであったが、その後は回数が減少傾向となり、平成20年代後半には年3回の操業に落ち着いている。
「玉鋼製造」は昭和52年（1977年）、国の選定保存技術として選定され、同年、たたらを監督する「村下（むらげ）」として安部由蔵と久村歓治がそれぞれ選定保存技術の保持者に認定された 。平成29年（2017年）現在の現役の村下としては昭和61年（1986年）に木原明が、平成14年（2002年）に渡部勝彦がそれぞれ選定保存技術の保持者に認定されている。

## 玉鋼と日本刀
たたら製鉄で作られた鉄は元来は様々な用途に使われてきたが、靖国および日刀保たたら以降はほぼ日本刀製作専用の鋼材となった。
玉鋼が日本刀の製作に不可欠であるという主張の根拠として、第一に鍛接が容易であることが挙げられる。玉鋼は現代鋼と比較して有害不純物、特にリンと硫黄の含有量が非常に少ないため割れにくく、作刀の際の激しい折返し鍛錬にも耐えられる高い鍛接性をもつ。また、それによって炭素量の調整と均一化、介在物の小型化と分散化を実現でき、優れた地鉄を持つ日本刀の製作が可能だとされている。一般的に、鉄は熱して赤めると急速に酸化が進むため、表面に形成された酸化膜によって鍛接ができない状態となる。それを除くのに通常はフラックスが用いられるが、玉鋼の場合、鍛錬する際に搾り出される鉄滓が鍛接面を洗い流す作用をもつため、酸化膜が鍛打によって簡単に剥がれ落ちる利点もある。
一方で玉鋼を使用しない刀工も存在し、小規模たたらによる自家製鋼、古鉄を利用する例などがある。
自家製鋼は国の重要無形文化財の保持者（いわゆる人間国宝）であった天田昭次を始め、真鍋純平、上田祐定などが挙げられる。天田は玉鋼を「刀の地鉄が明るく冴え、刃の切れ味にも優れる」と評価しつつも、「地鉄に古刀のような変化が乏しく、深みに欠ける」として自家製鋼の可能性を模索した。また、真鍋は「鎌倉期の相州伝のような変化のある地鉄を再現したいと追求した末、自家製鋼にたどり着いた」と語っている。